# ZZ Top's First Album
ZZ Top's First Album är den amerikanska bluesrockgruppen ZZ Tops debutalbum som släpptes 1971.

## Låtlista
Sida ett
1. "(Somebody Else Been) Shaking Your Tree" (Billy Gibbons) - 2:32
2. "Brown Sugar" (Billy Gibbons) - 5:22
3. "Squank" (Billy Gibbons/Bill Ham/Dusty Hill) - 2:46
4. "Goin' Down to Mexico" (Billy Gibbons/Bill Ham/Dusty Hill) - 3:26
5. "Old Man" (Rube Beard/Billy Gibbons/Dusty Hill) - 3:23

Sida två
1. "Neighbor, Neighbor" (Billy Gibbons) - 2:18
2. "Certified Blues" (Rube Beard/Billy Gibbons/Dusty Hill) - 3:25
3. "Bedroom Thang" (Billy Gibbons) - 4:37
4. "Just Got Back from Baby's" (Billy Gibbons/Bill Ham) - 4:07
5. "Backdoor Love Affair" (Billy Gibbons/Bill Ham) - 3:20

## Medverkande
- Frank Beard - trummor
- Billy Gibbons - gitarr, sång
- Dusty Hill - basgitarr, sång